# ژان گئنو
ژان گئنو (نام هنگام تولد مارسل-ژول-ماری گئنو) (۲۵ مارس ۱۸۹۰–۲۲ سپتامبر ۱۹۷۸) مقاله‌نویس، نویسنده و منتقد ادبی فرانسوی بود.

## زندگی و حرفه
ژان گئنو، نویسنده و معلم و یکی از اعضای برجسته NRF بود. وی از سال ۱۹۲۹ تا مه ۱۹۳۶ سردبیر مجله ادبی اروپا بود. گئنو بر اساس خاطرات خود از جنگ جهانی اول، رمانی به نام "جوانان مرده" نوشت.
در زمان اشغال فرانسه توسط نازی‌ها، گئنو از انتشار مطالب امتناع ورزید، زیرا معتقد بود که این کار همکاری با نازی خواهد بود. در عوض، او یک نشریه مخفی را اداره می‌کرد و در آن، نقض حقوق و ارزش‌های سنتی فرانسه از سوی دولت ویشی و تلاشهای خود به نمایندگی از مقاومت را شرح می‌داد. این مطالب در فرانسه در سال ۱۹۴۷ منتشر شد.
اولین ترجمه انگلیسی نشریه، توسط دیوید بال، در سال ۲۰۱۴ تحت عنوان Diary of the Dark Years، ۱۹۴۰–۱۹۴۴ منتشر شد. وال استریت ژورنال آن را «به عنوان بهترین مورد در لیست پنج کتاب برتر مقاومت فرانسه» معرفی کرد.
ژان گئنو در ۲۵ ژانویه ۱۹۶۲ به عضویت آکادمی فرانسه درآمد.